# Dit Terzi (album)
Pour les articles homonymes, voir Terzi.
 (février 2013).
Si vous disposez d'ouvrages ou d'articles de référence ou si vous connaissez des sites web de qualité traitant du thème abordé ici, merci de compléter l'article en donnant les références utiles à sa vérifiabilité et en les liant à la section « Notes et références ».
Albums de Dit Terzi (Claire Touzi Dit Terzi)
Comme un schisme
(1997) Iris
(2004)
Dit Terzi est un album éponyme de l'éphémère groupe Dit Terzi, mené par Claire Diterzi, sorti en 2000 sur le label 109 de Boucherie Productions.

## Historique de l'album
L'album fait suite à un EP publié en 1997 par le groupe Dit Terzi, formé par Claire Diterzi (alors se produisant sous son nom réel de Claire Touzi Dit Terzi), ancienne chanteuse et musicienne du groupe Forguette Mi Note. Sorti en 2000, il est suivi par une tournée en France, avec des concerts donnés notamment au Bataclan. Le groupe se sépare l'année d'après.

## Titres de l'album
1. Sarcophage – 4 min 02 s
2. Les Myosotis – 4 min 00 s
3. En fait – 3 min 48 s
4. La Bonne Reine – 4 min 01 s
5. L'Homme domestique – 3 min 17 s
6. Consensus – 4 min 14 s
7. Je me tâte – 3 min 17 s
8. Embrase moi sur la bûche – 4 min 06 s
9. Mal aux yeux – 2 min 30 s
10. L'Experte – 3 min 43 s
11. Comme un schisme – 3 min 52 s
12. Les Amants posthumes – 3 min 05 s
13. Le Son de l'amour – 3 min 52 s

## Musiciens ayant participé à l'album
- Claire Touzi Dit Terzi : chant, guitare, dobro, kalimba
- Sylvestre Perrusson : contrebasse
- Erick Pigeard : percussions, sample, appeaux
- Arach Khalatbari : percussions (1 et 6)